# Yu Aikawa
Yu Aikawa (japanisch 相川 有 Aikawa Yu) ist eine japanische Mangaka. Ihre Werke richten sich meist an junge Männer (Seinen) oder junge Frauen (Josei) und erzählen Fantasy- oder Mystery-Geschichten, als Dramen oder Komödien.

## Werdegang und Werk
Ihre Karriere als professionelle Zeichnerin begann Aikawa 1994 mit der Serie Seikon no Joker, die sie für den Autor Eiji Ōtsuka umsetzte. Ab 1996 folgte eine Fortsetzung. Von 1998 bis 2006 erschien dann mit Dark Edge erstmals eine Serie, die von Aikawa auch geschrieben wurde. Die Horrorkomödie um eine Schule, die nachts von Zombies heimgesucht wird, erreichte 15 Sammelbände und wurde damit ihre bisher umfangreichste Serie. Es folgten viele kürzere Serien. Darunter die dreibändige Serie Gokurakumaru, für die sie eine lobende Erwähnung beim Comic Grand Prix von Shogakukan erhielt. Das fünf Bände umfassende Butterfly kam von 2002 bis 2006 heraus. Das Mystery-Drama erzählt von einem Schüler, der alles Okkulte hasst, aber als Exorzist arbeiten muss. Es erschien ab 2005 als einzige von Aikawas Geschichten auf Deutsch, verlegt von Tokyopop. 2016 startete mit Jingai-san no Yome erstmals wieder eine längere Serie von Aikawa. Die Fantasy-Komödie dreht sich um einen Oberschüler, der unerwartet zum Ehemann einer riesigen Fellkreatur namens Kanenogi wird. Die Geschichte wurde 2018 als Anime-Fernsehserie umgesetzt und erhielt zwei kurze Mangaserien als Ableger.

## Bibliografie (Auswahl)
- Seikon no Joker (聖痕のジョカ, 1994, 5 Bände, mit Eiji Ōtsuka)
- Shin Seikon no Joker (新・聖痕のジョカ, 1996, 5 Bände, mit Eiji Ōtsuka)
- Dark Edge (1998–2006, 15 Bände)
- Gokurakumaru (極楽丸, 2000, 3 Bände)
- Butterfly (2002–2006, 5 Bände)
- Wizards Nation (2007, 4 Bände)
- Mimitsuki (ミミツキ, 2009, 6 Bände)
- Chronos – Deep (2010–2012, 3 Bände)
- Mukanshin Tantei Agatha (無関心探偵AGATHA, 2013, 2 Bände)
- Sennen Meikyū no Nana Ōji (千年迷宮の七王子, 2014–2016, 4 Bände)
- Sennen Meikyū no Nana Ōji – Eikyū Kairō no Kishi (千年迷宮の七王子 永久回廊の騎士, 2016–2017, 1 Band)
- Sennen Meikyū no Nana Ōji Gaiden – Akatsuki no Ōja (千年迷宮の七王子外伝 -暁の王者-, 2016, 1 Band, mit Haruno Atori)
- Jingai-san no Yome (人外さんの嫁, seit 2016, 14 Bände)
- Jingai-san no Yome wa inai (人外さんの嫁はいない, 2018, 1 Band, mit Akiwo Yasaka)
- Jingai-san no Yome: Yoimachi no Miko (人外さんの嫁 宵町の巫女, 2018, 1 Band)
- Shindemo Koi wa Enjinai (死んでも恋は演じない, 2022, 1 Band, mit Jicco)
- Yami Maid ga Shihai Suru! (闇メイドが支配する！, 2022–2024, 3 Bände)